# بارنتسبورگ
بارنتسبورگ (به لاتین: Barentsburg) یک منطقهٔ مسکونی در نروژ است که در اسپیتس‌برگن واقع شده‌است. بارنتسبورگ ۴۷۱ نفر جمعیت دارد.